# Troisième faux Dimitri
Pour les articles homonymes, voir Dimitri (Russie).
Le Troisième faux Dimitri (en russe : Лжедми́трий III), de son vrai prénom Sidorka (Isidore) ou Matiouchka (Matveï), mort en juillet 1612, est un imposteur s’étant fait passer pour le tsar Dimitri Ivanovitch. Il est aussi connu comme le « voleur de Pskov ».

## Contexte
La mort du Second faux Dimitri exerce une énorme influence sur les évènements se déroulant pendant le Temps des troubles. En effet, les éléments anarchiques perdent par ce fait leur principal atout, car, dépourvus du soutien du « tsar légitime », ils sont réduits au rang de simples brigands. Le fils de Marina Mniszek, Ivan, que les Moscovites surnomment Vorionok, est trop jeune pour devenir le chef de file du mouvement. Parmi les Cosaques et les strates défavorisées des campagnes, pour qui le rétablissement de l’ordre n’est pas une bonne affaire, l’effervescence se poursuit. C’est dans ce contexte que le fantôme de Dimitri Ivanovitch fait une troisième apparition.

## Biographie

### Premiers pas de l'imposteur
Pour certains, le Troisième faux Dimitri est le « voleur Sidorka » et pour d’autres, il est le diacre moscovite Matveï, « de l’église au-delà de la Iaouza ».
Au début de l’année 1611, sur le marché de Novgorod, l’imposteur déclare être le miraculé tsar Dimitri. Cependant, il est démasqué et banni de la ville. De là, il se rend à Ivangorod et s’y fait de nouveau passer pour le tsar le 23 mars 1611. Il raconte aux habitants de la ville qu’il n’a pas été tué à Kalouga, mais qu’il a miraculeusement échappé à la mort. À l’époque, les habitants d’Ivangorod sont à bout de force, exténués par les Suédois qui assiègent la ville depuis des mois. En l’honneur de ce « sauveur » tant attendu, ils sonnent les cloches pendant trois jours et tirent au canon. De partout, et surtout de Pskov, des Cosaques affluent pour rejoindre l’imposteur. Plusieurs villes viennent également grossir ses rangs, comme Iam, Koporie et Gdov.
Au printemps 1611, l’imposteur entame des négociations avec le commandant suédois de Narva. Le roi de Suède, Charles IX, envoie Peter Petreius de Erlesunda, qui connaît bien le Premier Faux Dimitri pour avoir négocié avec lui à Moscou, auprès du Troisième faux Dimitri. Dans son rapport, Petreius affirme qu’il s’agit d’un imposteur, à la suite de quoi le roi ordonne de cesser toute tractation avec lui.

### Le voleur de Pskov
Après avoir rassemblé une armée composée de Cosaques et de streltsy, l’imposteur avance sur Pskov. Selon les annales de la ville, il s’installe le 8 juillet 1611 avec ses troupes dans les environs et négocie lui-même avec les habitants les conditions pour qu’ils le reconnaissent comme souverain . Les habitants de Pskov sont disposés à le reconnaître, et quelques-uns d’entre eux viennent grossir ses rangs. Apprenant l’existence de l’imposteur, Kouzma Minine et Dmitri Pojarski appellent le peuple à ne croire « ni Marina et son fils, ni ce voleur aux portes de Pskov ».
Pendant ce temps, l’imposteur et ses troupes se rendent coupables de nombreux vols, de brigandage et de pillage dans les alentours de Pskov. Mais lorsqu’il apprend qu’un important détachement de Suédois et de Novgorodiens mené par le général Evert Horn (en) s’approche de Pskov, il cesse les pourparlers avec les habitants de Pskov et, paniqué, se replie sur Gdov, abandonnant ses canons sur place .
Cependant, la position du Troisième faux Dimitri ne cesse de se renforcer : de nombreuses villes le reconnaissent et les Suédois se cassent les dents sur la forteresse de Pskov, qui repousse leurs assauts entre septembre et octobre 1611. Cette situation pousse Evert Horn à tenter de rallier l’imposteur à la cause suédoise : il lui propose de devenir le gouverneur de Pskov, mais d’abandonner ses prétentions au trône russe au profit du prince Charles-Philippe. Fidèle à son rôle de « tsar légitime », le Troisième faux Dimitri refuse cette proposition et accepte le combat. Sous son commandement, les Cosaques réussissent une sortie, percent l’encerclement suédois et tentent de rejoindre Ivangorod. Les Suédois se lancent à leur poursuite et rattrapent l’imposteur. Ce dernier est blessé lors du combat qui s’ensuit, mais parvient tout de même à repousser les Suédois et à rejoindre Ivangorod.
Ne voyant personne leur porter secours, les habitants de Pskov, dont les terres sont saccagées et par les Suédois, et par les Polonais, rappellent le Troisième faux Dimitri à la rescousse. Le 4 décembre 1611, l’imposteur arrive à Pskov, où il est proclamé tsar. Les Cosaques du nouveau « tsar » commencent alors des raids partant de Pskov et Gdov jusqu’à Derpt et la Livonie suédoise.

### Le Quatrième faux Dimitri
Au même moment, on apprend qu’un autre prétendant au trône venu d’Astrakhan se fait passer pour le tsar Dimitri (le Quatrième faux Dimitri). Il est reconnu par toute la région de la basse Volga. Il y avait donc au même moment en Russie deux tsars Dimitri : le Troisième au nord-ouest et le Quatrième au sud. Cependant, le Quatrième faux Dimitri disparaît sans laisser de trace en 1612.

### Vues sur Moscou
Dans le but de rallier des Moscovites à sa cause, le Troisième faux Dimitri envoie un de ses atamans à la capitale. Après de longues délibérations, les Cosaques de Moscou envoie leurs représentants à Pskov : Kazarine Beguitchev et Niekhorochka Lopoukhine, qui déclarent, non sans intimidation de la part des habitants de Pskov, que devant eux se tient le « véritable souverain ». Les Cosaques moscovites prêtent serment au Troisième faux Dimitri le 2 mars 1612, suivis de nobles, d’enfants de boyards, de commerçants moscovites, de streltsy et du prince Dmitri Troubetskoï (en). L’imposteur a alors le soutien de villes du nord et du sud. A l’est, les petites villes d’Alatyr et d’Arzamas s’empressent de le reconnaître.
Tous ces serments ouvrent au Troisième faux Dimitri la route vers Moscou. Le voleur de Pskov s’apprête à faire son entrée dans la capitale et de faire valoir ses droits sur Marina Mniszek (son « épouse ») et son « fils ». Une ambassade cosaque menée par Ivan Plechtcheïev, est envoyée à Pskov pour s’assurer que le voyage du « tsar » à Moscou se déroule sans embûches. Aussi, Plechtcheïev, qui connaissait personnellement le Second faux Dimitri, reconnaît publiquement que l’imposteur est le vrai tsar Dimitri Ivanovitch.

### Début des ennuis et mort
Cependant, le printemps 1612 marque le début de la chute du Troisième faux Dimitri. Une fois arrivé au pouvoir, le voleur de Pskov commence à mener une vie dissolue, se montre violent envers les habitants et accable la population d’impôts. Un complot contre l’imposteur voit le jour à Pskov. Dmitri Pojarski et les Suédois s’unissent contre lui. Les Cosaques moscovites, déçus de lui, quittent Pskov, et même les habitants de Pskov sont prêts à l’évincer. En mai, les Suédois assiègent le faubourg de Porkhov. Les conjurés en profitent pour éloigner de Pskov les détachements de Cosaques dévoués au « tsar ». L’imposteur, sentant que quelque chose se trame, tente de fuir Pskov dans la nuit du 18 mai 1612 pour rejoindre Gdov, mais une escouade de Pskoviens se lance à sa poursuite. Il est rattrapé deux jours plus tard et ramené à Pskov les fers aux mains, est placé dans une cage et exposé à la vue de tous. Le 1er juillet, alors qu'on l'emmène à Moscou, des troupes polonaises aux ordres de Aleksander Józef Lisowski attaquent le convoi. Les Pskoviens tuent alors l’imposteur et prennent la fuite. Selon d’autres témoignages, le Troisième faux Dimitri serait bel et bien arrivé à Moscou, où il aurait été exécuté.